# Lepidophyma pajapanensis
Lepidophyma pajapanensis (паджапанська тропічна нічна ящірка) — вид сцинкоподібних ящірок родини нічних ящірок (Xantusiidae). Ендемік Мексики.

## Поширення і екологія
Паджапанські тропічні нічні ящірки мешкають в штаті Веракрус, зокрема в горах Сьєрра-де-лос-Тустлас, а також в долині річки Коацакоалькос в околицях Хесус-Карранси. Вони живуть у вологих тропічних лісах і хмарних лісах, трапляються у вторинних лісах, на висоті до 1500 м над рівнем моря.